# Liste von Käsesorten aus der Schweiz

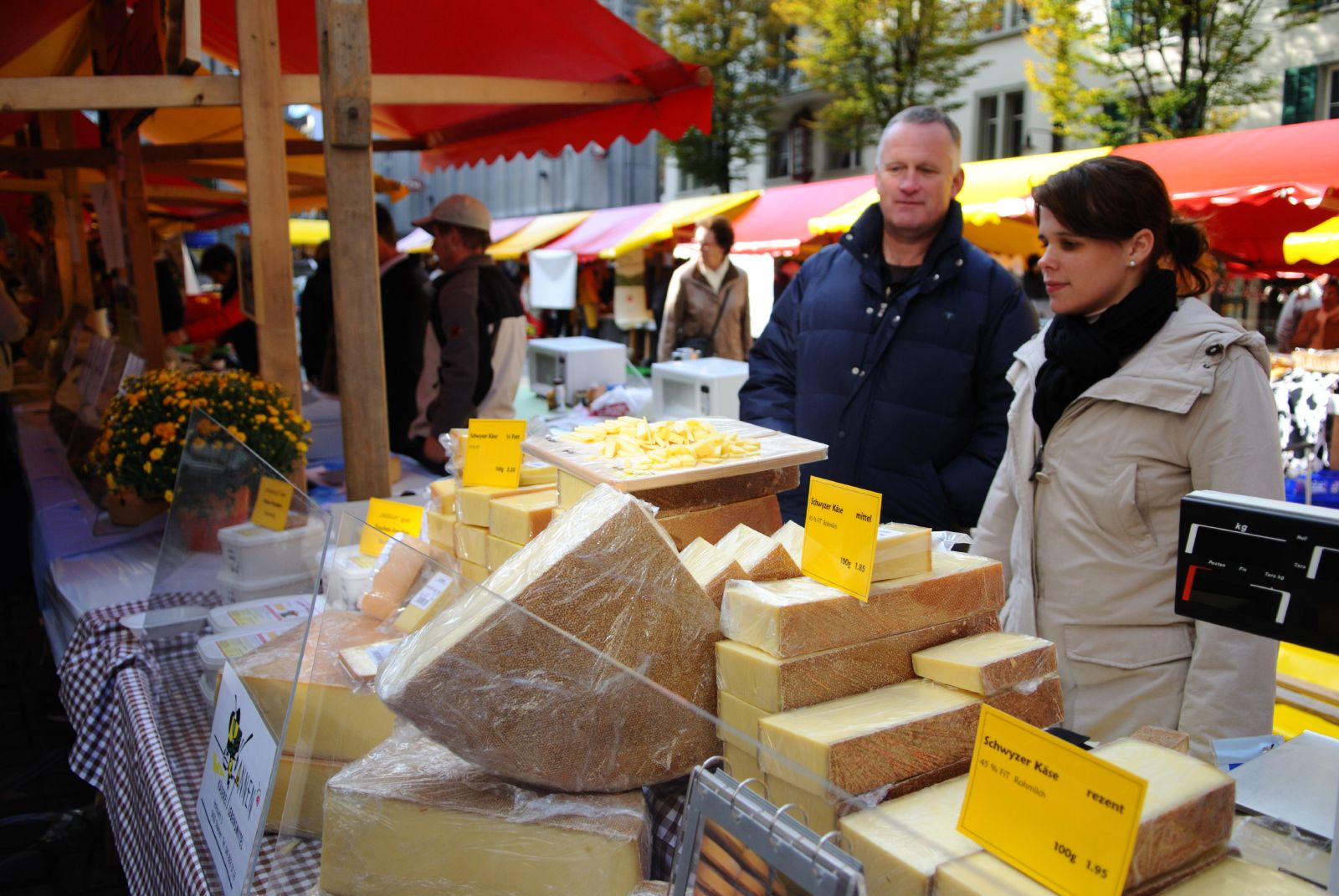
Marktstand in Luzern (2007)

Die Liste von Käsesorten aus der Schweiz stellt eine Auswahl dar.
Es wird von gesamthaft 450 Käsesorten aus der Schweiz gesprochen. Im Jahre 2014 wurden 185'331 Tonnen Käse hergestellt.

## Arten
Unterschieden werden:
- Frischkäse: Hüttenkäse, Quark, Mozzarella, Formaggini, Mascarpone, Feta, Frischkäsespezialitäten.
- Weichkäse mit Schimmelreifung: Camembert Suisse, Brie Suisse; ohne Schimmelreifung: Münster, Vacherin Mont d´Or.
- Halbhartkäse: Appenzeller, Tilsiter, Raclette.
- Hartkäse: Emmentaler, Gruyère.
- Extrahartkäse: Sbrinz, Parmino.

Der Fettgehalt wird unterteilt in:
- Magerkäse: weniger als 15 % Fett i. Tr.
- Viertelfettkäse: mindestens 15 % Fett i. Tr.
- Halbfettkäse: mindestens 25 % Fett i. Tr.
- Vollfettkäse: mindestens 45 % Fett i. Tr.
- Rahmkäse: mindestens 55 % Fett i. Tr.
- Doppelrahmkäse: mindestens 65 % Fett i. Tr.

## Liste
| Herkunftsbezeichnung                 | Region | Milch von:           | Schutz | Typ                                             | Abbildung |
| ------------------------------------ | --- | -------------------- | ------ | ----------------------------------------------- | --------- |
| Appenzeller                          | Kantone Appenzell Innerrhoden, Ausserrhoden, St. Gallen und Thurgau                                                          |                      |        | Rohmilch-Halbhartkäse                           |           |
| Berner Alpkäse bzw. Berner Hobelkäse | Berner Oberland / Kanton Bern                                                                                                | Kuh                  | AOP    | Rohmilchkäse                                    |           |
| Bloderkäse, Sauerkäse (Vorstufe)     | Kanton St. Gallen und Fürstentum Liechtenstein                                                                               | Kuh                  | AOP    | Sauerkäse                                       |           |
| Bratchäs                             | |                      |        | Halbhartkäse                                    |           |
| Capreggio                            | |                      |        | Ziegen-Rohmilchkäse                             |           |
| Chevré                               | |                      |        |                                                 |           |
| Couronne (Zentralschweiz)            | |                      |        |                                                 |           |
| Emmentaler                           | Kantone Aargau, Bern, Glarus, Luzern, Schwyz, Solothurn, St. Gallen, Thurgau, Zug, Zürich und Freiburg                       | Kuh                  | AOP    | Rohmilch-Hartkäse                               |           |
| L’Etivaz                             | Gemeinden Château-d’Oex, Rougemont, Rossinière, Ollon, Villeneuve, Ormont-Dessus, Ormont-Dessous, Corbeyrier, Leysin und Bex | Kuh                  | AOP    | Rohmilch-Hartkäse                               |           |
| Formaggio d’alpe ticinese            | Kanton Tessin | Ziege                | AOP    | Halbhartkäse                                    |           |
| Glarner Alpkäse                      | Kanton Glarus | Kuh                  | AOP    | Rohmilch-Halbhartkäse                           |           |
| Glarner Schabziger                   | Kanton Glarus, ältestes Markenprodukt der Schweiz                                                                            | Kuh                  |        |                                                 |           |
| Girenbader Chöpfli                   | Zürcher Oberland |                      |        | Rohmilch-Halbhartkäse                           |           |
| Grottino                             | |                      |        |                                                 |           |
| Le Gruyère oder auch Greyerzer       | Kantone Bern, Freiburg, Waadt, Neuenburg und Jura sowie Teile der Deutschschweiz                                             | Kuh                  | AOP    | Rohmilch-Hartkäse                               |           |
| Mühlibach                            | |                      |        |                                                 |           |
| Rasskäse                             | |                      |        |                                                 |           |
| Sbrinz                               | Kantone Luzern, Schwyz, Ob- und Nidwalden, Zug und Bern                                                                      |                      | AOP    | Rohmilch-Hartkäse                               |           |
| Sérac                                | |                      |        |                                                 |           |
| Tête de Moine                        | Freiberge, Pruntrut, Moutier und Courtelary, Saulcy sowie die Parzelle der Käserei Courgenay                                 | Kuh                  | AOP    | Rohmilch-Halbhartkäse                           |           |
| Tilsiter                             | |                      |        |                                                 |           |
| Tomme Vaudoise                       | |                      |        |                                                 |           |
| Trifolait                            | Kanton Wallis | Kuh, Schaf und Ziege |        | Halbhartkäse                                    |           |
| Vacherin Fribourgeois                | Kanton Freiburg sowie die Berner Gemeinde Münchenwiler                                                                       | Kuh                  | AOP    | Halbhartkäse                                    |           |
| Vacherin Mont-d’Or                   | Vallée de Joux sowie den Fuss des Waadtländer Jura                                                                           | Kuh                  | AOP    | Weichkäse                                       |           |
| Valdor (Wallis)                      | |                      |        |                                                 |           |
| Walliser Raclette                    | Kanton Wallis | Kuh                  | AOP    | Rohmilch-Halbhartkäse                           |           |
| Walliser Raclette Hobelkäse          | Kanton Wallis | Kuh                  | AOP    | Rohmilch extra harter Vollfettkäse              |           |
| Walliser Raclette Schnittkäse        | Kanton Wallis | Kuh                  | AOP    | Rohmilch halbharter Vollfettkäse                |           |
| Ziger                                | insbesondere bekannt in der Spezialform Schabziger aus dem Kanton Glarus                                                     | Kuh                  |        |                                                 |           |
| Luzerner Rahmkäse                    | Kanton Luzern | Kuh                  |        | Halbhartkäse aus pasteurisierter Milch und Rahm |           |